# 松林家
松林家（まつばやしけ）は、藤原北家御子左流上冷泉家庶流にある華族の男爵家。いわゆる「奈良華族」の一つ。

## 歴史
上冷泉家当主冷泉為則の五男為成（文政8年6月15日生、明治6年6月1日没）は、天保5年（1834年）に幼くして奈良興福寺に入れられて松林院住職となったが、明治元年（1868年）に勅命により復飾し、翌2年に堂上格を与えられて一家を起こして松林を家号とした。
明治6年6月1日に為成が死去し、幼少の一人息子為美（明治5年2月12日生）が家督相続。
為美は、明治8年に華族に列し、明治17年（1884年）7月7日の華族令施行で華族が五爵制になると、男爵に叙された。
しかし負債を抱えて経済的に困窮したため、明治29年（1896年）5月10日に爵位を返上した。
為美に子供はなかった。